# دانيال كارل سولاندر
دانيال كارل سولاندر (1733-1782) (بالإنجليزية: Daniel Carl Solander)‏ هو عالم نبات سويدي. شارك جون إليس في تأليف كتاب «تاريخ طبيعي للعديد من الحيوانات النباتية غير الشائعة والغريبة» (بالإنجليزية: A Natural History of Many Uncommon and Curious Zoophytes)‏، الذي نشر سنة 1776